# Малхолланд Драйв
«Малхолланд Драйв» (англ. Mulholland Drive, Mulholland Dr.) — американский психологический триллер, снятый Дэвидом Линчем по собственному сценарию. В главных ролях снялись Наоми Уоттс, Лаура Хэрринг и Джастин Теру.
Изначально задуманная как пилот телесериала, большая часть фильма была снята, согласно плану Линча, «незавершённой», чтобы оставить потенциал для будущих серий. Но отснятый материал был забракован заказчиком. Через какое-то время Линч доснял необходимые сцены и превратил пилотный выпуск в законченный полнометражный фильм. В фильме рассказывается история Бетти Элмс, молодой актрисы, только что приехавшей в Лос-Анджелес, которая встречает спрятавшуюся в квартире её тети девушку, потерявшую память, и становится близкой подругой для неё. История содержит несколько ответвлений, кажущихся на первый взгляд никак не связанными друг с другом.
Сюрреалистичный фильм был тепло встречен критиками и принёс Линчу приз за лучшую режиссуру Каннского кинофестиваля 2001, так же, как и номинацию на премию «Оскар» в этой же категории. Подводя итоги первого десятилетия XXI века, ассоциация кинокритиков Лос-Анджелеса, а также издания Cahiers du cinéma и Time Out признали «Малхолланд-драйв» лучшим фильмом этих лет. Такие издания, как Rolling Stone, Village Voice, Sunday Times и The Guardian, включили фильм в тройку лучших фильмов десятилетия. В 2016 году организация BBC Culture провозгласила «Малхолланд Драйв» величайшим фильмом XXI века. 
Теглайн: «Будьте осторожны в том, о чём мечтаете...»

## Сюжет
Темноволосая неизвестная девушка (Лаура Хэрринг) едет в лимузине по улице Малхолланд-драйв (названной в честь Уильяма Малхолланда), на которой расположены дома многих голливудских знаменитостей — Джона Траволты, Марлона Брандо. Девушка настораживается, когда водитель (Скотт Вулфф) неожиданно останавливается. Она понимает, что её планируют убить. Приготовившись к смерти, она в результате оказывается единственной выжившей после страшного столкновения лимузина с одним из двух автомобилей, участвовавших в уличных гонках. Пережив глубокий шок и потеряв память, она идёт в город (Лос-Анджелес), где тайно проникает в пустую квартиру куда-то надолго уезжающей престарелой рыжеволосой женщины (Майя Бонд). В той же квартире чуть позже оказывается Бэтти (Наоми Уоттс), молодая девушка, племянница рыжеволосой женщины, приехавшая в Голливуд из маленького канадского городка Чок-Ривер, чтобы стать актрисой. Там она и находит сконфуженную, не помнящую своего имени, темноволосую незнакомку. Потерявшая память девушка берёт себе имя Рита, случайно увидев плакат прославленного фильма «Гильда» с гламурной Ритой Хейворт в заглавной роли. Искренне сочувствуя своей случайной знакомой, Бетти пытается помочь ей вспомнить, кто она и что с ней произошло. В сумке Риты девушки находят большую сумму денег и таинственный синий ключ. В дверь стучится некая женщина. Она предупреждает,что кому-то грозит беда. Консьержка объясняет, что это соседка, и она не в себе. 
Человек в закусочной «Winkies» (Патрик Фишлер) рассказывает своему компаньону (Майкл Кук) о мучащем его ночном кошмаре, в котором он видит ужасного человека позади этого ресторанчика. Выйдя посмотреть, нет ли его на самом деле, он сталкивается лицом к лицу с этим страшным человеком (Бонни Ааронс) из сна, из-за чего падает в обморок. Далее по сюжету неловкий убийца (Марк Пеллегрино) крадёт книгу, полную телефонных номеров, убивая при этом её владельца и двух лишних человек. Голливудский кинорежиссёр Адам Кэшер (Джастин Теру) готовится снять новый фильм, однако таинственные мафиози требуют, чтобы на главную роль в него взяли некую Камиллу Роудс (Мелисса Джордж). Когда он отказывается и возвращается домой, то обнаруживает свою жену (Лори Хёринг) с любовником (Билли Рэй Сайрус), который вышвыривает его из его же собственного дома. Остановившись в гостинице, он узнает, что банк аннулировал его счёт и он теперь банкрот. Он соглашается на встречу с загадочным человеком по кличке Ковбой (Монти Монтгомери), который убеждает его взять на главную роль Камиллу Роудс ради его же благополучия.
Бэтти и Рита пытаются выяснить больше об аварии. Рита вспоминает имя «Дайана Сэлвин», увидев имя «Дайан» на бейдже обслуживавшей их официантки в «Winkies» (Мисси Крайдер). Они звонят Дайане Сэлвин, найдя её номер в телефонном справочнике, однако никто не отвечает, но по голосу на автоответчике Рите становится ясно, что она не Дайана, но голос Дайаны ей знаком. Бэтти едет на актёрские пробы, где производит настоящий фурор. Её отводят на съёмочную площадку фильма «История Сильвии Норт», который снимает Адам Кэшер. Адам с Бетти обмениваются недвусмысленными взглядами.
Бэтти и Рита едут к Дайане Сэлвин и, когда никто не открывает дверь, тайно проникают в её квартиру. В спальне они обнаруживают тело убитой несколько дней назад женщины (Лиззи Пауэлл). Напуганные, они возвращаются домой, там Рита изменяет внешность, надев белый парик. Этим же вечером девушки, осознав, что их влечёт друг к другу, занимаются любовью и просыпаются в два часа ночи, после того как Рита вдруг начинает уговаривать Бэтти поехать с ней в странный театр под названием «Силенсио». Человек на сцене театра (Ричард Грин) на нескольких языках пытается объяснить, что все происходящее — всего лишь иллюзия; в подтверждение этого, женщина (Кори Глейзер) выходит на сцену, начинает петь, потом падает в обморок, хотя пение не прекращается. Бэтти находит в сумочке таинственную синюю коробочку, к которой должен подойти синий ключ Риты. По возвращении домой Рита достаёт из сумочки синий ключ и обнаруживает, что Бэтти исчезла. Рита открывает коробочку и тоже исчезает, коробочка глухо падает на пол.
Услышав звук упавшей коробочки, тётя Рут идёт в комнату, но ничего там не находит. Ковбой появляется в дверях спальни Дайаны Сэлвин, произнося: «Пора просыпаться, красотка». Дайана поднимается с кровати. Она выглядит в точности как Бэтти, только оказывается одинокой и впавшей в депрессию актрисой, влюблённой в Камиллу Роудс (теперь — точную копию Риты), которая измучила и отвергла её. По приглашению Камиллы, Дайана собирается на вечеринку в дом Адама Кэшера. Она едет в лимузине по Малхолланд Драйв и настораживается, когда водитель неожиданно останавливается, не доехав до дома. Её встречает Камилла и ведёт короткой дорогой на вечеринку. Адам, успешный кинорежиссёр, также влюблён в Камиллу. За ужином Дайана рассказывает, что она приехала в Голливуд из канадской провинции Онтарио, после того как умерла её тетя, и познакомилась с Камиллой на кинопробах фильма «История Сильвии Норт». Другая девушка (которую в начале фильма звали Камилла Роудс) целует Камиллу, после чего они оборачиваются и улыбаются, глядя на Дайану. Адам и Камилла готовятся сделать важное заявление о своей свадьбе, но не могут, так как постоянно смеются и целуются, в то время как Дайана с трудом сдерживает рыдания, наблюдая за Камиллой.
Дайана встречается с наёмным убийцей в «Winkies», там она даёт ему фотографию Камиллы и крупную сумму денег, их обслуживает официантка с именем «Бэтти» на бейдже. Убийца (убивший трёх человек в начале фильма) говорит ей, что как только всё будет сделано, она найдёт синий ключ в условленном месте. Дайана поднимает глаза и видит человека, страдающего от ночного кошмара, стоящего за стойкой. Дайана спрашивает убийцу, от чего этот ключ, а тот лишь смеётся в ответ. Потом идёт странная сцена с ночным кошмаром и коробочкой.
Соседка сообщает Дайане, что ей интересовались следователи. В своей квартире Дайана смотрит на синий ключ, полученный от убийцы, и предчувствует подступающий страх от осознания совершенного поступка, готового полностью завладеть ею. Когда она слышит стук в дверь, её охватывает ужас: с криками она бежит в спальню и убивает себя из револьвера.

## В ролях
| Актёр               | Роль                                               |
| ------------------- | -------------------------------------------------- |
| Наоми Уоттс         | Бетти Элмс / Дайана Сэлвин                         |
| Лаура Хэрринг       | Рита / Камилла Роудс                               |
| Джастин Теру        | Адам Кешер                                         |
| Энн Миллер          | Кэтрин «Коко» Ленуа / Мать Адама                   |
| Дэн Хедайя          | Винченцо Кастильяни                                |
| Брент Бриско        | детектив Нил Домгард                               |
| Роберт Форстер      | детектив Гарри Макнайт                             |
| Кэтрин Таун         | Синтия Джензен                                     |
| Ли Грант            | Луиза Боннер                                       |
| Скотт Коффи         | Уилкинс                                            |
| Билли Рэй Сайрус    | Джин                                               |
| Чед Эверетт         | Джимми Кац                                         |
| Рита Тэггарт        | Линни Джеймс                                       |
| Джеймс Карен        | Уолли Браун                                        |
| Лори Хёринг         | Лорейн Кешер                                       |
| Анджело Бадаламенти | Луиджи Кастильяни                                  |
| Майкл Де Берр       | Билли Дезнац                                       |
| Маркус Грэм         | Винсент Дарби                                      |
| Мисси Крайдер       | Бетти / Дайана, официантка из ресторана «Winkie's» |
| Джинн Бейтс         | Айрин (последняя роль актрисы)                     |
| Патрик Фишлер       | Дэн                                                |
| Майкл Дж. Андерсон  | мистер Рок                                         |
| Мелисса Джордж      | Камилла Роудс                                      |
| Марк Пеллегрино     | Джо Мессинг                                        |
| Рена Риффель        | Лэйни                                              |
| Монти Монтгомери    | Ковбой                                             |
| Мишель Хикс         | Никки Пелацца                                      |

## Интерпретации
Внутри оригинального DVD содержится карточка с подсказками Дэвида Линча относительно смысла фильма. Подсказки таковы:
1. Обратите особое внимание на начало фильма, по крайней мере две подсказки появляются до титров.
2. Обратите внимание на появления красного абажура.
3. Вы обратили внимание на название фильма, на который Адам Кешер прослушивает актрис? Упоминается ли оно снова?
4. Страшная автокатастрофа — обратите внимание на место автокатастрофы.
5. Кто даёт ключ и почему?
6. Обратите внимание на халат, пепельницу и кофейную чашку.
7. Что ощущается, осознаётся и собрано в клубе "Silencio"?
8. Один ли только талант помог Камилле?
9. Обратите внимание на происшествия, окружающие человека позади "Winkies".
10. Где тётя Рут?

Описав фильм только как «Любовная история в городе снов», Дэвид Линч отказался давать какие-либо комментарии о значении или символизме «Малхолланд драйв», что привело ко множеству споров и интерпретаций. Кинокритик издания «The Christian Science Monitor» Дэвид Спирритт говорил с Линчем после показа фильма в Каннах и написал, что «режиссёр настаивает, что „Малхолланд драйв“ — это логически последовательная, постижимая история», в отличие от некоторых более ранних фильмов Линча. С другой стороны, Джастин Теру рассказал об отношении Линча к различным интерпретациям фильма: «Я думаю, что он искренне рад тому, что фильм можно понимать как угодно. Ему нравится, когда люди высказывают самые причудливые интерпретации. Дэвид работает на подсознательном уровне».
Самая распространённая и реалистичная трактовка фильма гласит, что первая часть фильма является сном-мечтой реальной Дайаны Сэлвин, которая приснилась себе в виде невинной и подающей надежды «Бетти Элмс», реконструируя свою жизнь и персону во что-то похожее на старый голливудский фильм. Во сне она успешна, обаятельна и живёт мечтой вскоре стать популярной актрисой. Последняя треть фильма повествует о суровой реальности Дайаны, в которой у неё не сложилась ни личная жизнь, ни карьера. Заказав убийство своей бывшей любовницы Камиллы и не сумев справиться с чувством вины, она представила её во сне в виде зависящей от неё и уступчивой, потерявшей память, Риты. Ужасные образы и символы совершенного ею поступка, а также намёк на неотвратимые последствия тем не менее появляются на протяжении всего её сна.
Эта интерпретация схожа с тем, что высказала Наоми Уоттс в одном из интервью: «Думаю, что Дайана — это реальный персонаж, а Бэтти — это личность, которой она хотела бы быть и придумала её во сне. Рита — девушка попавшая в беду, она крайне нуждается в Бэтти. И Бэтти контролирует её, словно куклу. Рита — это фантазия Бэтти, то, какой она хотела бы видеть Камиллу». Ранняя карьера Уоттс схожа с карьерой Дайаны в фильме. Она пережила несколько профессиональных провалов, прежде чем стать успешной актрисой. Она вспоминает: «Было много обещаний, но в действительности ничего не удавалось. У меня кончались деньги, и я была совершенно одинокой».
Вторая интерпретация фильма говорит о том, что после того, как реальная Дайана Селвин заказывает убийство реальной Камиллы Роудс, она напрочь забывает про это событие и ложится спать. Во сне она представляет себя в виде Риты. Также во сне она создаёт Бетти, а точнее фантазию — то, какой она хотела бы быть в реальной жизни. По мере развертывания истории во сне, Рите постепенно всплывают некоторые кусочки из реальной жизни, и в итоге она обнаруживает, что на самом деле является Дайаной Селвин, той, которая убила Камиллу Роудс, и в чьём теле она находилась во сне.
Газета «The Guardian» попросила шестерых известных кинокритиков рассказать об их восприятии общего смысла «Малхолланд Драйв». Нил Робертс («The Sun») и Том Чарити («Time Out») присоединились к теории, что Бэтти — это проекция счастливой жизни Дайаны. Роджер Эберт и Джонатан Росс, возможно, поддержали эту теорию, но оба колебались, давая окончательный анализ картины. Эберт заявил: «Не существует толкования. Возможно, здесь даже нет никакой загадки». Росс высказал мнение, что сюжетные линии ведут в никуда. Филип Фрэнч («The Observer») увидел в фильме намёк на голливудскую трагедию, Джейн Дуглас («BBC») отвергла теорию, что жизнь Бэтти — всего лишь сон Дайаны, но также выступила против дальнейшего анализа.
Другая теория говорит о том, что повествование фильма — подобно ленте Мёбиуса и не имеет ни начала, ни конца. Высказывались предположения, что Бэтти, Рита, Дайана и Камилла существуют в параллельных вселенных и иногда как-то взаимодействуют друг с другом, а также, что весь фильм — это чей-то сон, только неизвестно чей.
В пользу интерпретации основной части сюжета как сна главной героини говорит несколько «подсказок», оставленных Линчем. Например, на 10-й минуте фильма следователь называет машину, попавшую в аварию, как «Caddy» (Каддилак), напарник при этом его не поправляет, хотя на самом деле в аварию попал Lincoln Town Car, чей узнаваемый профиль демонстрируют зрителю перед этим на протяжении нескольких минут. Очевидно, что два опытных полицейских в реальности не могут ошибиться, но могут это сделать во сне молодой девушки, которой вполне свойственно назвать Каддилаком любой лимузин.

## История создания

### Развитие
Задуманный как телесериал, «Малхолланд Драйв» вначале был двухчасовым пилотным выпуском, снятым для телекомпании ABC, с бюджетом в 8 млн. $. Линч продал идею продюсерам ABC о том, как Рита оказывается единственной выжившей в автокатастрофе с сумочкой, содержащей 125 000 долларов наличными и таинственный синий ключ, и о Бэтти, пытающейся помочь ей выяснить, кто она. История содержала в себе нормальные и сюрреалистические элементы, как и более ранний сериал Линча «Твин Пикс». Канва повествования строилась на сюжетных арках, таких, как загадка личности Риты, карьера Бэтти и кинопроект Адама Кешера.

### Подбор актёров
Линч выбрал Наоми Уоттс и Лауру Хэрринг по их фотографиям. Затем он пригласил каждую на получасовое интервью, на котором сообщил им, что никогда раньше не видел их работ ни в кино, ни на телевидении. Хэрринг посчитала пророчеством небольшую автомобильную аварию, в которую она попала по дороге на первое интервью, зная на тот момент только то, что её персонаж будет вовлечён в автокатастрофу в фильме. Уоттс приехала на первое интервью в джинсах прямо с самолёта из Нью-Йорка. Линч попросил её вернуться на следующий день более «гламурной». Спустя две недели ей была предложена роль. Линч так описал свой выбор Уоттс: «Я увидел человека с огромным талантом и прекрасной душой, интеллигентную, — возможность сыграть множество различных ролей, это был прекрасный набор». Джастин Теру тоже встретился с Линчем сразу с самолёта. После длительного перелёта почти без сна Теру приехал одетый весь в чёрное, со спутанными волосами. Линчу понравился этот образ, и поэтому в фильме Адам одет похожим образом и имеет такую же прическу.

### Съёмки
Однажды ночью я присел, и меня начали посещать идеи. Это было нечто восхитительное! Вся история предстала под совершенно другим углом… Теперь, оглядываясь назад, я вижу, что фильм всегда хотел быть именно таким. Просто он взял себе странное начало, чтобы в итоге стать тем, чем он является.
Съёмки пилотного выпуска начались в Лос-Анджелесе в феврале 1999 года и продлились шесть недель. В конечном итоге отснятый материал не понравился телекомпании, и они решили отказаться от его продолжения. Причинами послужили нелинейность повествования, возраст Уоттс и Хэрринг (которых посчитали слишком старыми), персонаж Энн Миллер, курящий сигарету, и крупное изображение собачьих экскрементов в одной из сцен. Линч вспоминает: «…Мне ужасно нравилось работать над ним, но в АВС его возненавидели. Да мне и самому не по душе та версия, которую они видели. Я согласен с АВС, что она была слишком затянута, но мне пришлось показать её, ведь я был ограничен по срокам и у меня не было времени довести её до ума… Картина утратила канву, длинные сцены и целые сюжетные линии, а 300 копий этой плохой версии просочились наружу. Многие люди видели её, что очень меня смущает, ведь качество тех кассет отвратительное».
Позднее сценарий был переписан и дополнен, когда Линч решил превратить его в полнометражный фильм. Описывая, как он пришёл от пилотного выпуска с «незавершенным концом» к полноценному фильму, Линч говорит: «Однажды ночью я присел, и меня начали посещать идеи. Это было нечто восхитительное! Вся история предстала под совершенно другим углом… Теперь, оглядываясь назад, я вижу, что фильм всегда хотел быть именно таким. Просто он взял себе странное начало, чтобы в итоге стать тем, чем он является». В результате появились 18 дополнительных страниц сценария, в которых описывались романтические отношения Риты и Бэтти и события, произошедшие после открытия синей коробочки. Наоми Уоттс пошло на пользу, что пилотный выпуск был забракован ABC, поскольку она находила Бэтти слишком одномерной, без тёмной стороны, которая появилась в полнометражном фильме. Большая часть новых сцен была снята в октябре 2000 года на 7 млн. $, предоставленные французской производственной компанией StudioCanal.
Теру описывал съёмки следующим образом: «Дэвид охотно выслушивал вопросы, но отказывался отвечать на них… Ты работаешь, как полуслепой…» Джастин заметил, что единственный ответ, который он добился от Линча, это то что образ Адама Кешера, голливудского режиссёра, не является автобиографическим для Линча. Уоттс заявила, что она пыталась обмануть Линча, притворившись, что разгадала о чём сюжет.

## Музыка
Практически вся музыка к фильму была написана Анджело Бадаламенти, который сотрудничает с Линчем со времен «Синего бархата». Бадаламенти, номинированный на премии «Золотой глобус» и BAFTA за музыку к фильму, также сыграл в фильме небольшую роль мафиози, любителя эспрессо. Критики отметили «угрожающую» музыку, добавляющую ощущения таинственности, в начале фильма во время поездки темноволосой девушки в лимузине, контрастирующую с яркой, оптимистичной музыкой во время приезда Бэтти.
Линч использовал в фильме две популярные песни 60-х, одну вслед за другой, звучащие в сцене прослушивания Адамом Кешером двух актрис, которые исполняют их под фонограмму. Это песни Конни Стивенс «Sixteen Reasons» и Линды Скотт «I’ve Told Ev’ry Little Star».
Поворотный момент фильма, когда человек на сцене необычного ночного театра под названием «Silencio» на испанском, французском и английском языке кричит «No hay banda! Il n’y a pas d’orchestre! There is no band!» (Здесь нет оркестра!), описывают, как «самую оригинальную и ошеломляющую музыкальную сцену в оригинальном и ошеломляющем фильме». Песню Ребеки Дель Рио, исполняемую а капелла интерпретацию песни «Crying» Роя Орбисона, под названием «Llorando» отметили как «производящую сильное впечатление». Линч хотел использовать песню «Crying» Роя Орбисона ещё в «Синем бархате», но передумал, когда услышал другую песню Орбисона — «In Dreams».

### Список композиций саундтрека
1. Анджело Бадаламенти — Jitterbug
2. Анджело Бадаламенти — Mulholland Drive
3. Анджело Бадаламенти — Rita Walks / Sunset Blvd / Aunt Ruth
4. Анджело Бадаламенти — Diner
5. Анджело Бадаламенти — Mr. Roque / Betty’s Theme
6. Милт Бакнер — The Beast
7. Сонни Бой Уильямсон — Bring It On Home
8. Линда Скотт — I’ve Told Every Little Star
9. Анджело Бадаламенти — Dwarfland / Love Theme
10. Анджело Бадаламенти — Silencio
11. Ребека Дель Рио — Llorando (Crying)
12. Дэвид Линч и Джон Нэфф — Pretty 50s
13. Дэвид Линч и Джон Нэфф — Go Get Some
14. Анджело Бадаламенти — Diane and Camilla
15. Анджело Бадаламенти — Dinner Party Pool Music
16. Дэвид Линч и Джон Нэфф — Mountains Falling
17. Анджело Бадаламенти — Mulholland Drive / Love Theme

Песня Конни Стивенс — Sixteen Reasons не вошла в официальный саундтрек.

## Выход фильма и реакция

### Появление

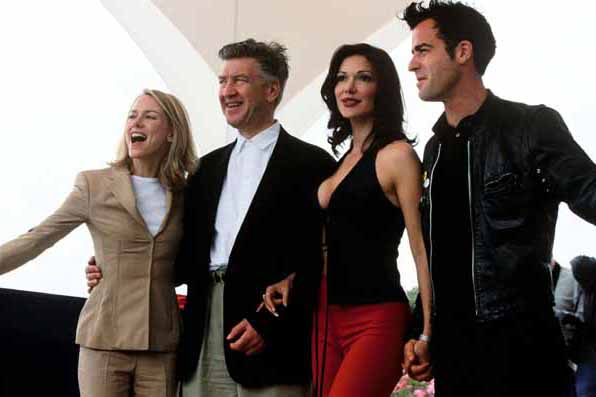
Наоми Уоттс, Дэвид Линч, Лора Елена Хэрринг и Джастин Теру на Каннском кинофестивале 2001

Премьера фильма состоялась на Каннском кинофестивале в мае 2001 года и вызвала восторг критиков. Линч был награждён призом за лучшую режиссуру, разделив награду с Джоэлом Коэном, снявшим фильм «Человек, которого не было». Фильм получил положительные отзывы от многих критиков и был хорошо встречен публикой. Премьера фильма в кинотеатрах США состоялась 12 октября 2001 года, за первый уикэнд фильм заработал 587 591 $. В конечном итоге, доходы от показа фильма в США составили 7 220 243 $. В остальном мире фильм заработал 12 892 096 $, а общие сборы составили 20 112 339 $. Линч был номинирован на премию «Оскар» как лучший режиссёр. Фильм заработал четыре номинации на премию «Золотой глобус», включающие «Лучший фильм (драма)», «Лучший режиссёр», «Лучший сценарий» и «Лучшая музыка».

### Отзывы критиков
С момента своего выхода «Малхолланд драйв» собрал положительные отзывы от многих кинокритиков. Роджер Эберт («Chicago Sun-Times»), писавший негативные или спорные рецензии на большинство предыдущих работ Линча, дал фильму четыре звезды из четырёх возможных и добавил: «Дэвид Линч шёл к „Малхолланд драйв“ на протяжении всей своей карьеры, и теперь, когда он пришёл, я прощаю его за „Диких сердцем“ (1990) и даже за „Шоссе в никуда“ (1997)… Картина о мире во сне сюрреалиста, снятая в форме голливудских фильмов нуар, и чем меньше в ней кажется смысла, тем больше хочется смотреть на происходящее». Стивен Холден («The New York Times») сказал, что фильм «в одном ряду с фильмом „Восемь с половиной“ Федерико Феллини». Эдвард Гутман («San Francisco Chronicle») назвал его «возбуждающим… за его образы и жестокость, происходящие словно во сне» и добавил: «Он держит нас, очарованных и увлечённых, на протяжении всех сумасшедших и завораживающих, изводящих 146 минут и доказывает, что Линч — в хорошей форме и всё ещё эксперт по игре на наших нервах».
В журнале «Rolling Stone» Питер Траверс написал: «… один из лучших фильмов не слишком удачного года». Дж. Хоберман («The Village Voice») сказал: «Это чувственная фантасмагория… несомненно, самый сильный фильм Линча со времен „Синего бархата“ и, возможно, „Головы-ластика“. Те же самые вещи, которые не удались ему в потерпевшем фиаско „Шоссе в никуда“, — атмосфера ненаправленной угрозы, бессмысленное переселение душ, провокационные обрывки сюжета, поддельные альтернативные вселенные — здесь блестяще реабилитируют себя».
В то время, как большинство рецензий были положительными (фильм получил рейтинг 81 % на сайте Rotten Tomatoes и 8.0/10 на сайте Internet Movie Database), нашлись также и очернители фильма. Рекс Рид («The New York Observer») сказал, что это худший фильм, который он посмотрел в 2001 году, назвав его «кучей идиотского и бессвязного мусора». В журнале «New York» Питер Рэйнер написал: «Линчу нужно освежить себя…»
«Малхолланд драйв» возглавил список лучших фильмов десятилетия по версии журнала «Time Out New York» и по версии Ассоциации кинокритиков Лос-Анджелеса. Более чем 100 критиков с сайта indieWire также выбрали его лучшим фильмом десятилетия. Фильм оказался в списке The Guardian «1000 фильмов, которые нужно посмотреть перед смертью». Кинокритик журнала «Chicago Tribune» Майкл Филлипс поместил фильм на 8 место в своем списке 10 лучших фильмов десятилетия. Журнал Empire поместил «Малхолланд драйв» на 391 место в своем списке 500 лучших фильмов.
В 2016 году фильм возглавил рейтинг лучших кинокартин XXI века по версии британской телерадиовещательной корпорации Би-би-си.

## Факты
- Лимузин, который подвозил Риту по шоссе Малхолланд, имел номерной знак 2GAT123[англ.]. Машины с точно такими же номерами появляются в фильмах «Полицейский из Беверли-Хиллз 2» (1987), «Лос-анджелесская история» (1991), «Траффик» (2000), «Заплати другому» (2000), «Безумная и прекрасная» (2001).
- Когда Рита и Бетти попадают в жилой комплекс Sierra Bonita, на двери с номером 17 написано имя L. J. DeRosa — так увековечена художница фильма Лора Де Роса[4].
- Многие женские роли в фильме Дэвид Линч доверил актрисам, имеющим опыт съёмок в телевизионных мыльных операх. При этом Наоми Уоттс, Мелисса Джордж и Элизабет Лэки уже имели опыт совместной работы в австралийском сериале «Дома и в пути».
- Фильм посвящён Дженнифер Сайм (1972—2001) — молодой актрисе, чья история сходна с историей Бетти. Эта девушка ушла из жизни, когда работа над большей частью фильма была уже завершена[4].
- В роли голливудского воротилы, любителя кофе эспрессо снялся композитор фильма Анджело Бадаламенти[4]. В роли леди с голубыми волосами снялась редактор сценария Кори Глейзер, а в роли человека с пылесосом — координатор трюковой группы Чарли Крафвелл[4].
- На DVD фильма, выпущенном для первого региона, отсутствует деление ленты на небольшие фрагменты. Как и в случае с фильмом «Простая история», на этом настоял сам Дэвид Линч: по его мнению, это призывает зрителей просматривать фильм за один присест[4].
- Бобины с записью фильма поступили в кинотеатры вместе со специальным обращением Дэвида Линча. В нём он просил киномехаников не располагать изображение по центру экрана, а сместить его несколько выше, чтобы верхняя часть кадра была видна лучше, чем нижняя[4].
- Адам Кешер, разбивающий ветровое стекло продюсерской машины клюшкой для гольфа — это отсылка к реальному инциденту 1994 года с участием Джека Николсона. Николсон известен под псевдонимом «Человек с Малхолланда» (Mulholland Man)[4].
- Внутри апартаментов тёти Бетти висит репродукция портрета Беатриче Ченчи кисти Гвидо Рени — известной ренессансной отцеубийцы[4].

## Награды
Фильм получил 33 различные награды и стал номинантом в 30.
| Премия                                | Категория |
| Победа                                | Победа |
| ------------------------------------- | --- |
| Каннский кинофестиваль                | Лучший режиссёр — Дэвид Линч (совм.) |
| «Сезар»                               | Лучший иностранный фильм |
| New York Film Critics Circle          | Лучший фильм |
| Ассоциация кинокритиков Лос-Анджелеса | Лучший режиссёр — Дэвид Линч |
| Ассоциация кинокритиков Чикаго        | Лучший фильм — «Малхолланд драйв» Лучший режиссёр — Дэвид Линч Лучшая актриса — Наоми Уоттс |
| Online Film Critics Society           | Лучший фильм — «Малхолланд драйв» Лучший режиссёр — Дэвид Линч Лучшая актриса — Наоми Уоттс Лучший оригинальный сценарий — Дэвид Линч Лучший оригинальный саундтрек — Анджело Бадаламенти Лучший прорыв — Наоми Уоттс |
| ALMA Awards                           | Выдающаяся актриса в кинокартине — Лора Елена Хэрринг |
| BAFTA Awards                          | Лучший монтаж — Мэри Суини |
| Независимый дух                       | Лучшая операторская работа — Питер Деминг |
| Номинация                             | |
| «Оскар»                               | Лучший режиссёр — Дэвид Линч |
| AFI Awards                            | AFI Актёр года (женщина): Кинокартины — Наоми Уоттс AFI Композитор года — Анджело Бадаламенти AFI Режиссёр года — Дэвид Линч AFI Фильм года                                                                           |
| BAFTA Awards                          | Лучшая музыка к фильму — Анджело Бадаламенти |
| «Золотой глобус»                      | Лучший фильм (драма) Лучший режиссёр — Дэвид Линч Лучшая музыка — Анджело Бадаламенти Лучший сценарий — Дэвид Линч |